# John Arbuthnot Fisher
John Arbuthnot Fisher, 1. baron Fisher z Kilverstone GCB, OM, GCVO (ur. 25 stycznia 1841 w Rambodde na Cejlonie, zm. 10 lipca 1920 w Londynie) – brytyjski wojskowy, admirał Royal Navy, pełniący podczas długoletniej kariery rozmaite funkcje dowódcze na morzu i w pracy sztabowej, w latach 1904−1910 i 1914−1915 pierwszy lord morski Admiralicji, najwyższy stanowiskiem oficer brytyjskiej marynarki wojennej. Znany jako kontrowersyjny reformator floty, wprowadził ją z czasów drewnianych żaglowców w erę napędzanych parą pancerników i nowych broni, takich jak torpedy i okręty podwodne. Był promotorem budowy przełomowego okrętu liniowego „Dreadnought” i jednostek nowych klas: niszczycieli i krążowników liniowych. Pomimo że część z propagowanych przez niego idei nie sprawdziła się w praktyce, spowodował przekształcenie się Royal Navy w nowoczesną i najsilniejszą w świecie marynarkę wojenną, która z powodzeniem sprostała zadaniom, stawianym przed nią w czasie działań zbrojnych I wojny światowej.

## Życiorys

### Dzieciństwo i młodość
John Arbuthnot Fisher (popularnie nazywany „Jacky” lub „Jackie”) był najstarszym synem pułkownika Williama Fishera, oficera British Army stacjonującego na Cejlonie i pełniącego funkcję adiutanta ówczesnego gubernatora wyspy Roberta Wilmot-Hortona oraz Sophie Lambe, córki londyńskiego kupca winnego, której starszy brat Fryderyk prowadził w kolonii rodzinne interesy. Matką chrzestną Johna Fishera została żona gubernatora, lady Anne Wilmot-Horton.
Wkrótce po urodzeniu syna William Fisher porzucił służbę wojskową i został właścicielem plantacji kawy, pełniąc jednocześnie funkcję superintendenta miejscowej policji. Nie wiodło mu się jednak najlepiej i nie był w stanie utrzymać powiększającej się rodziny. W wieku sześciu lat John Fisher został wysłany do rodziny matki w Londynie i rozpoczął naukę w King’s School w Coventry. W Wielkiej Brytanii ponownie spotkał swoją matkę chrzestną, lady Wilmot-Horton, która po śmierci męża powróciła do metropolii. Dzięki jej koneksjom po ukończeniu szkoły w 1854 roku został zaprotegowany przez admirała Williama Parkera do służby w Royal Navy.
Także dwaj spośród młodszych braci Johna Fishera wstąpili do marynarki wojennej: Frederic William Fisher doszedł do rangi admiralskiej, zaś najmłodszy Philip był porucznikiem na fregacie „Atalanta” i zginął z całą załogą podczas jej fatalnego rejsu na Atlantyku w lutym 1880 roku.

### Pierwsze lata służby
W wieku 13 lat John Fisher rozpoczął jako kadet pierwsze szkolenie morskie na stacjonującym w Portsmouth dawnym okręcie flagowym Nelsona, liniowcu „Victory”. Przed przyjęciem do Royal Navy przeszedł zwyczajny w tych czasach egzamin: musiał przeczytać tekst Modlitwy Pańskiej, wypić jednym haustem szklanicę sherry oraz przeskoczyć nago przez krzesło. To wystarczało do oceny zalet fizycznych i umysłowych przyszłego oficera. W lutym następnego roku wypłynął w morze w składzie załogi 84-działowego żaglowego okrętu liniowego „Calcutta”, który brał udział w operacjach Royal Navy na Bałtyku podczas wojny krymskiej, między innymi blokadzie Zatoki Fińskiej. Pod koniec roku liniowiec, nieprzydatny w działaniach na płytkich wodach przybrzeżnych, powrócił do Wielkiej Brytanii.

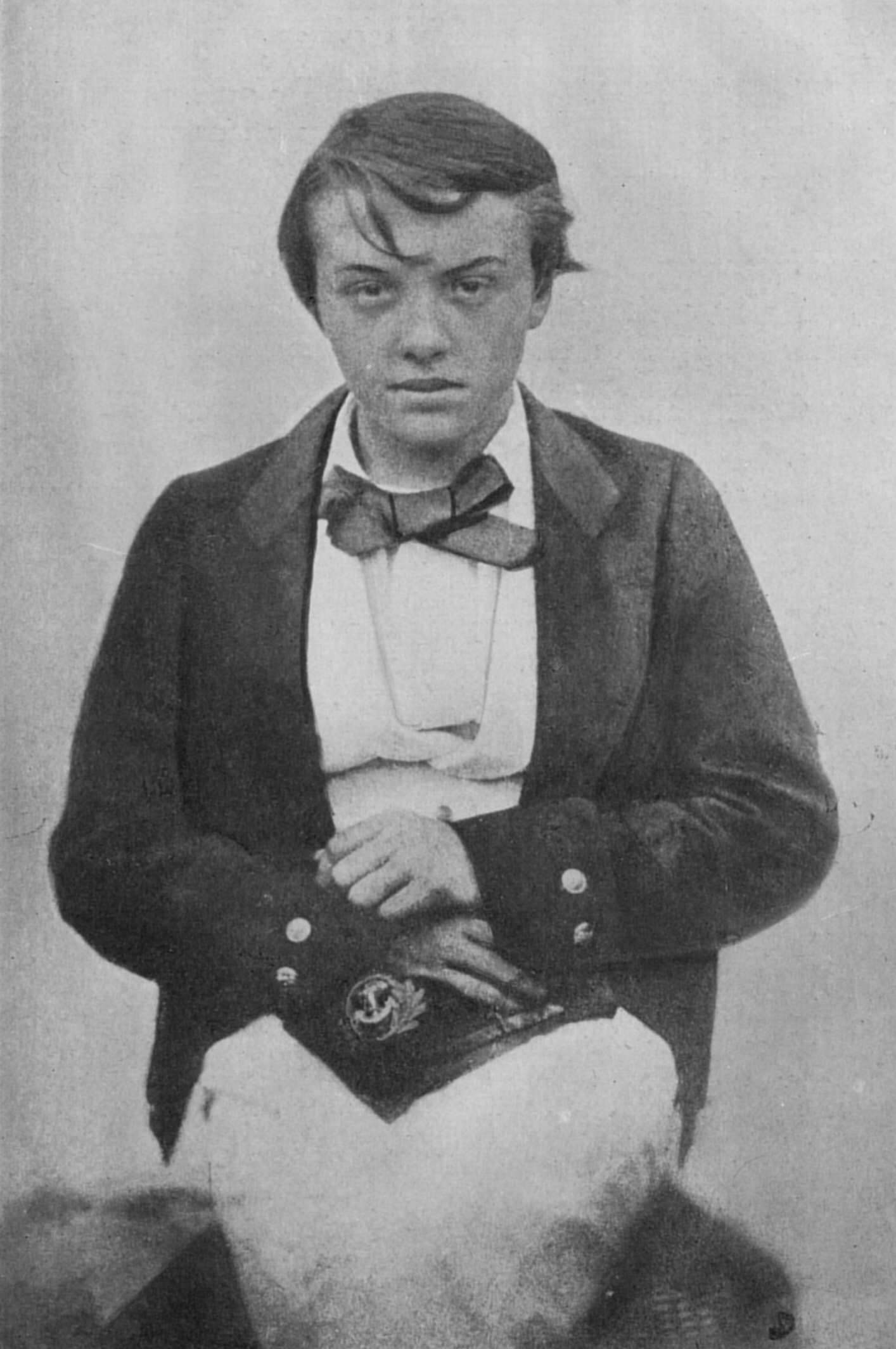
John Fisher jako midszypmen

Kolejnym okrętem, na którym John Fisher służył od marca 1856 roku, był parowo-żaglowy 91-działowy okręt liniowy „Agamemnon”, wysłany do Konstantynopola, aby w drodze powrotnej przewieźć do kraju powracających z wojny krymskiej żołnierzy. 12 lipca 1856 roku John Fisher został awansowany do stopnia midszypmena, a następnie wcielony do załogi korwety parowo-żaglowej „Highflyer”, przydzielonej do China Station i płynącej na Daleki Wschód.
Na pokładzie „Highflyera”, dowodzonego przez komandora Charlesa Shadwella, John Fisher spędził niemal pięć lat, poznając dzięki swemu wykształconemu dowódcy zasady astronawigacji i w 1859 roku zostając jego adiutantem. 25 czerwca 1859 tegoż roku obaj wzięli udział w nieudanym ataku na forty Dagu podczas II wojny opiumowej. Dowodzący desantem komandor Shadwell został ranny w stopę, zaś Brytyjczycy zmuszeni do odwrotu, mając 89 zabitych i 345 rannych. Wtedy młody Fisher po raz pierwszy bezpośrednio zetknął się ze śmiercią w wojnie. Po tej akcji, na skutek niezaleczonej rany, komandor Shadwell musiał zdać w styczniu 1860 roku dowództwo okrętu i powrócić do Wielkiej Brytanii (w rok później został członkiem Royal Society), zaś John Fisher po zdaniu egzaminów został awansowany do stopnia porucznika marynarki (Sub-Lieutenant) i przeniesiony jako porucznik flagowy na parową fregatę „Chesapeake”. Wtedy również po raz pierwszy miał okazję dowodzić samodzielnie jednostką floty: admiralskim jachtem „Coromandel” w kilkudniowym rejsie z Hongkongu do Kantonu. Jeszcze w tym samym roku otrzymał promocję do stopnia kapitana marynarki (Lieutenant) i kolejny przydział, na parową fregatę bocznokołową „Furious”. Na tym okręcie, wiozącym dary cesarza Japonii Kōmei dla królowej Wiktorii powrócił do Wielkiej Brytanii w sierpniu 1861 roku.
Po powrocie do Portsmouth John Fisher musiał zdać konieczne egzaminy dla potwierdzenia swojego patentu oficerskiego. Zaliczył je ostatecznie w listopadzie 1861 roku, zajmując pierwsze miejsce wśród zdających. Zaowocowało to w styczniu 1862 roku propozycją objęcia stanowiska wykładowcy w szkole artylerii Royal Navy na „Excellent” (wówczas stary drewniany okręt liniowy, przycumowany w Portsmouth, obecnie kompleks na Whale Island o tej samej nazwie), które zajmował do marca 1863 roku. Wtedy został oficerem artyleryjskim na „Warriorze”, pierwszym brytyjskim okręcie pancernym, najpotężniejszej jednostce wojennej ówczesnego świata.

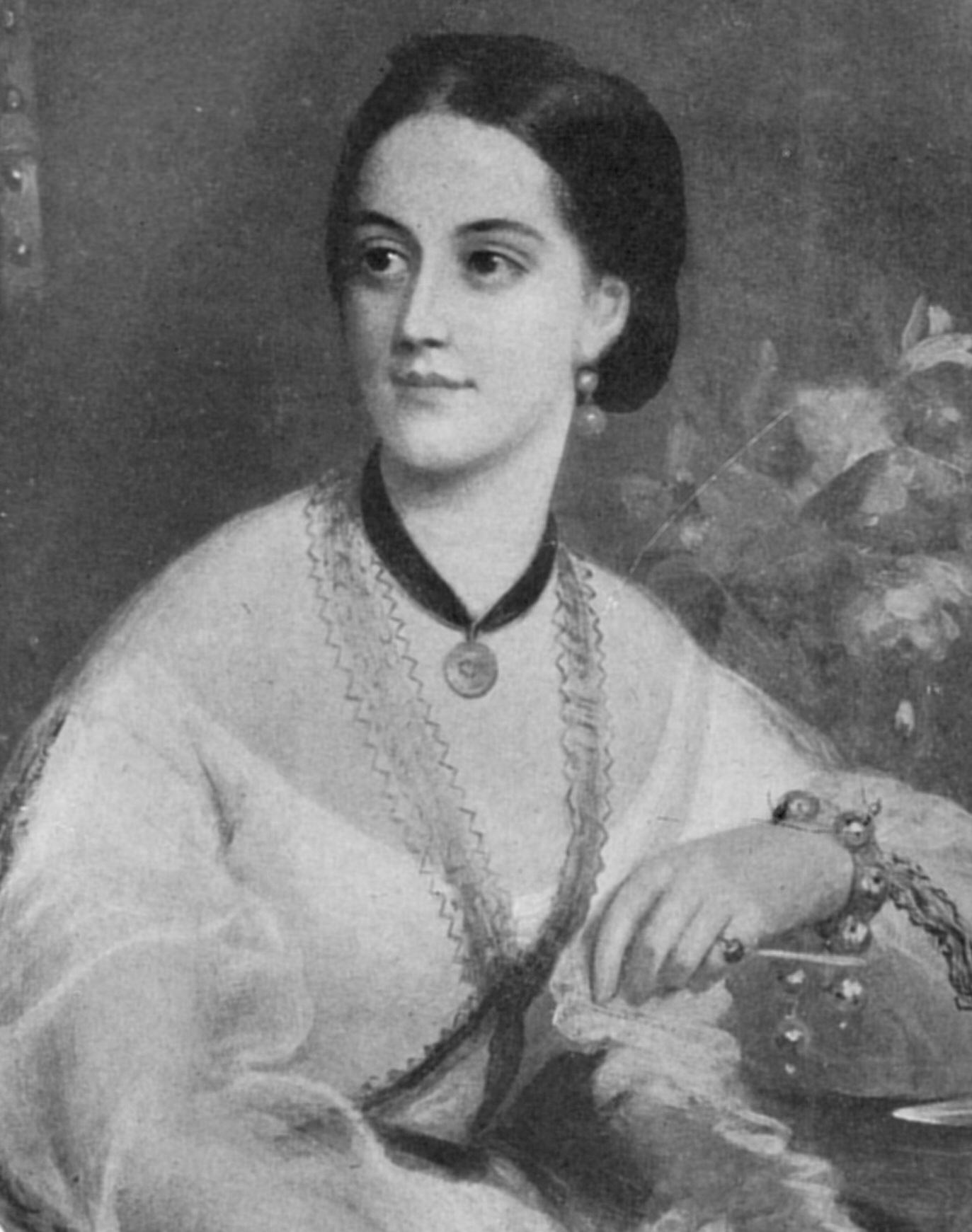
Frances Katharine Josepha Fisher

W tym czasie John Fisher poznał i 4 sierpnia 1866 roku poślubił Frances Delves-Broughton. Mieli czworo dzieci: syna Cecila oraz trzy córki: Beatrix Alice, Dorothy Sybil oraz Pamelę Mary. Latem tego samego roku kapitan Fisher powrócił na „Excellent”, gdzie między innymi zajmował się badaniami nad właśnie wprowadzaną na uzbrojenie bronią torpedową. W czerwcu 1869 roku został zaproszony do Niemiec na uroczystość otwarcia nowej bazy morskiej w Wilhelmshaven, gdzie spotkał się między innymi z królem Prus i późniejszym cesarzem Wilhelmem I oraz kanclerzem Otto von Bismarckiem. W tym samym roku awansował do stopnia komandora porucznika (Commander) i został przeniesiony jako zastępca dowódcy na okręt liniowy „Donegal” a w maju 1870 roku w tej samej funkcji na opancerzoną fregatę „Ocean”, wysyłaną na Daleki Wschód jako okręt flagowy China Station.
Przebywając w Chinach komandor Fisher nie zaprzestał swej pracy teoretycznej nad nowymi systemami uzbrojenia, wysyłając do metropolii listy, publikując artykuły w prasie brytyjskiej i wydając nakładem własnym bądź przyjaciół broszury. Zmodernizował również artylerię własnego okrętu, wprowadzając po raz pierwszy w Royal Navy elektryczny system oddawania salw armatnich. Pod koniec 1871 roku „Ocean” powrócił do kraju i wkrótce potem John Fisher ponownie został wykładowcą na „Excellent”. Otrzymał do swej dyspozycji starą fregatę „Vernon”, na której miał zorganizować ośrodek badań i szkoleń w dziedzinie broni torpedowej i minowej. Prowadził wykłady i pokazy nowych broni, współuczestniczył w zakupie pierwszych bojowych torped Whiteheada dla Royal Navy. 30 października 1874 roku otrzymał awans na komandora (Captain). Ostatecznie John Fisher zakończył swą pracę na „Excellent” we wrześniu 1876 roku. Do marca 1877 roku był urlopowany z marynarki i przebywał z rodziną.

### Dowództwo na morzu
Kolejnym przydziałem komandora Fishera było dowództwo (flag captain) na okręcie flagowym admirała Astleya Coopera Keya, pancerniku „Bellerophon”, przygotowywanym w stoczni do rejsu na wody północnego Atlantyku, gdzie miał dołączyć do tamtejszej eskadry Royal Navy. W czerwcu 1878 roku przeszedł wraz ze swym admirałem na równoległe stanowisko na pancerniku „Hercules”, służącym we Flocie Kanału La Manche (Channel Fleet). W styczniu 1879 roku John Fisher objął dowództwo starej drewnianej opancerzonej korwety „Pallas”, wchodzącej w skład Floty Śródziemnomorskiej. Podczas półrocznej służby na Morzu Śródziemnym jego okręt odbył między innymi oficjalną wizytę w Konstantynopolu, gdzie dowódca był podejmowany obiadem przez sułtana Abdulhamida II.
Od września 1879 roku komandor Fisher ponownie został przydzielony do Eskadry Północnoatlantyckiej, jako dowódca krążownika pancernego „Northampton”, okrętu wyposażonego w wiele nowinek technicznych, takich jak dwie śruby na oddzielnych wałach napędowych, wewnętrzna instalacja telefoniczna, reflektory bojowe czy nowoczesne wyposażenie nawigacyjne. Służył on bardziej jako jednostka eksperymentalna, aż do 1881 roku nie wchodząc faktycznie w skład floty.

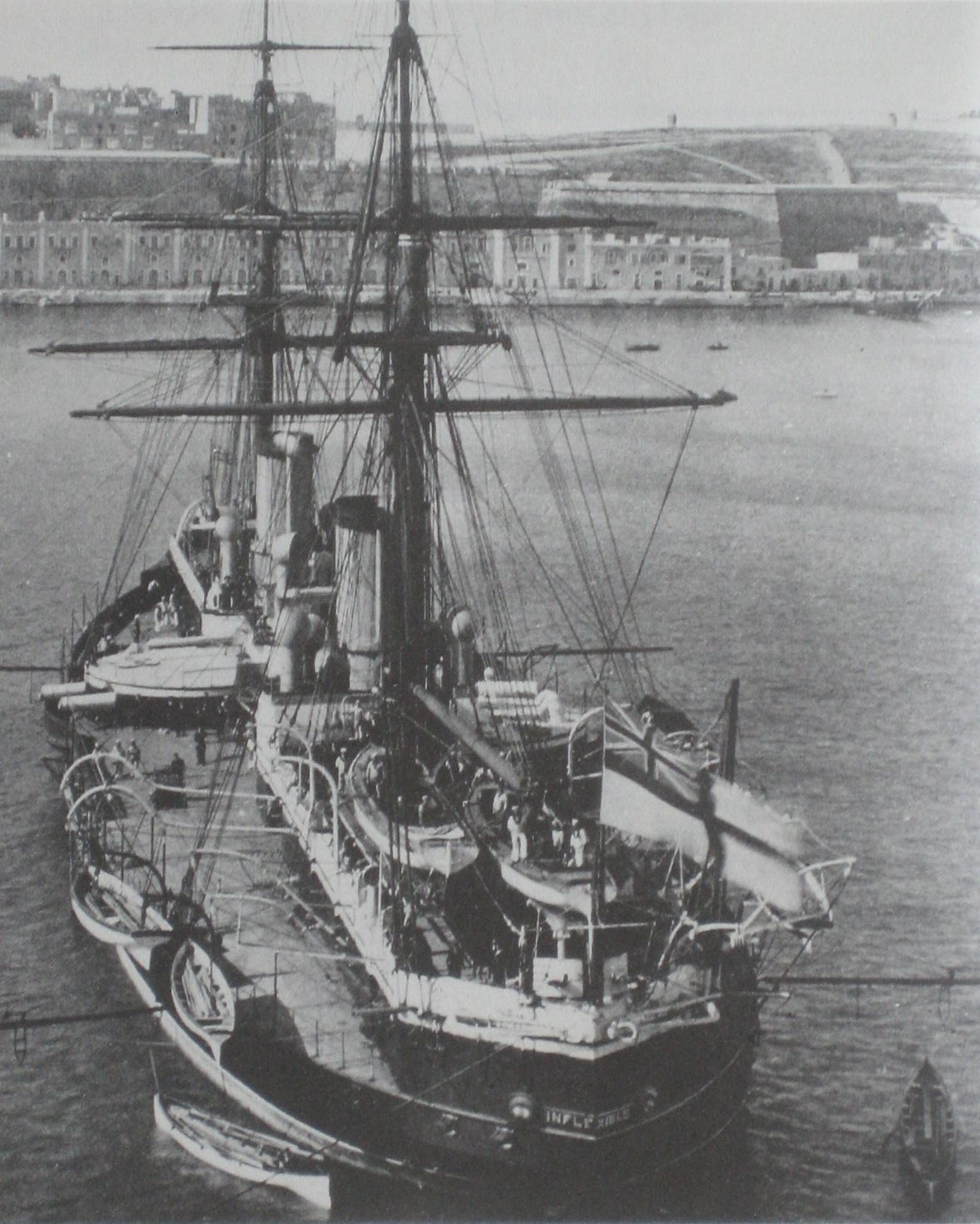
HMS „Inflexible”

W styczniu 1881 roku komandor Fisher został mianowany dowódcą najnowszego, pozostającego jeszcze w budowie, pancernika „Inflexible”. Był to najpotężniejszy wówczas okręt świata, uzbrojony w cztery działa kalibru 406 mm w dwóch obrotowych wieżach i mający pancerz burtowy o grubości 610 mm. Do czasu jego ukończenia John Fisher został czasowo przydzielony na okręt flagowy dowódcy portu w Portsmouth, stary liniowiec „Duke of Wellington”.
Po odbyciu prób morskich „Inflexible” popłynął na Morze Śródziemne, rozpoczynając służbę we Flocie Śródziemnomorskiej. W marcu i kwietniu 1882 roku okręt towarzyszył królowej Wiktorii, która przebywała na wypoczynku w Mentonie na Riwierze Francuskiej. W tym czasie John Fisher zdobył przyjaźń królowej i pozostawał z nią w doskonałych stosunkach aż do jej śmierci.
W maju 1882 roku, w związku z antyeuropejskimi wystąpieniami w Egipcie, „Inflexible” i siedem innych brytyjskich pancerników pod dowództwem wiceadmirała Fredericka Beauchamp-Seymoura wpłynęło na redę Aleksandrii, by zażądać zaprzestania wzmacniania fortyfikacji miasta. Ponieważ zrewoltowani oficerowie armii egipskiej odrzucali brytyjskie żądania, 11 lipca pancerniki rozpoczęły ostrzał fortów nadbrzeżnych. Podczas całodziennej wymiany ognia egipskie umocnienia zostały rozbite, straty na brytyjskich okrętach były niewielkie, wynosiły pięciu zabitych, w tym jeden na „Inflexible”. Następnego dnia John Fisher został dowódcą kilkusetosobowego desantu, który, wysadzony na wybrzeże, bronił przez trzy dni miasta przed atakującą armią egipską. W tych dniach z inicjatywy komandorów: Fishera i Wilsona (późniejszego admirała i następcy Fishera w Admiralicji), zbudowano improwizowany pociąg pancerny, którym dokonywano wypadów poza własne pozycje. Dzięki relacjom prasowym, akcja ta przyniosła Fisherowi duże uznanie brytyjskiej opinii publicznej i odznaczenie Orderem Łaźni.

### Służba na lądzie

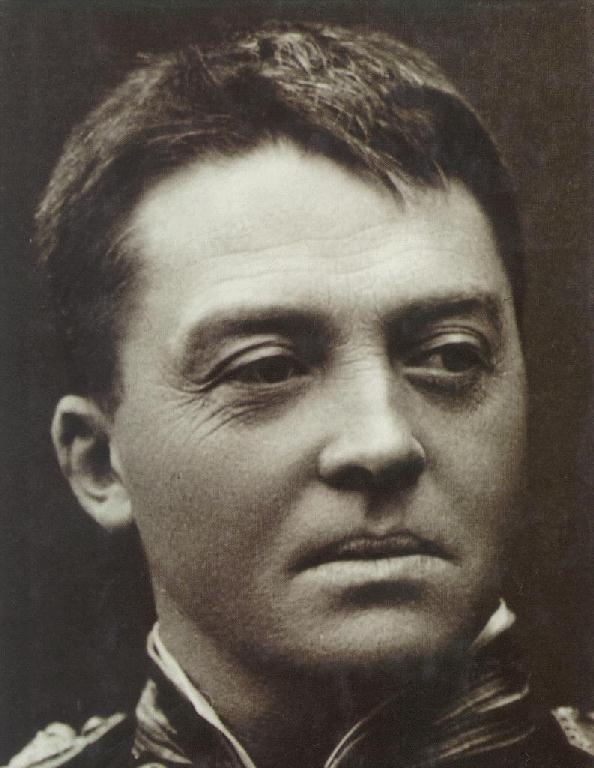
Komandor John Fisher, przed 1883

W sierpniu 1882 roku John Fisher był zmuszony, w związku z ciężką chorobą (dyzenterią), zdać dowództwo „Inflexible” i powrócić do Wielkiej Brytanii. Leczenie trwało aż do marca następnego roku. W kwietniu został mianowany dowódcą szkoły na „Excellent”. W ciągu ostatnich kilku lat szkoła została zaniedbana i niezbędna była jej szybka reforma, by sprostać wymaganiom postępu technicznego. W tym czasie pod komendę Fishera trafili dwaj młodzi i zdolni porucznicy: John Jellicoe i Percy Scott, późniejsi admirałowie. W czerwcu i lipcu 1885 roku komandor Fisher brał udział w rejsie eskadry admirała Geoffreya Hornby’ego na Bałtyk, w związku z możliwą wojną z Rosją. Poza tym zajmował się reformą „Excellent” oraz, we współpracy z „Pall Mall Gazette”, przedstawieniem w cyklu artykułów zaniedbań występujących w Royal Navy. Od tego czasu datowała się bliska znajomość Fishera z Księciem Walii, przyszłym królem Edwardem VII, który żywo interesował się flotą i zdawał na „Excellent” egzamin na oficera artylerii.
W listopadzie 1886 roku komandor Fisher opuścił dowodzoną przez siebie szkołę, obejmując kolejne stanowisko: Director of Naval Ordnance (DNO), oficera odpowiedzialnego za zaopatrzenie floty w artylerię, broń torpedową i minową oraz nadzorującego przebieg prac rozwojowych nowych typów broni. W tamtym okresie w powszechnym użyciu na jednostkach Royal Navy były wciąż przestarzałe armaty ładowane odprzodowo, o małej skuteczności i szybkostrzelności, zaś o finansach floty decydowało dowództwo armii lądowej. Już w ciągu roku działalności na swym stanowisku John Fisher doprowadził do częściowego przejęcia kontroli nad finansowaniem własnego uzbrojenia przez marynarkę. Rozpoczęto także prace nad nowymi typami szybkostrzelnych armat odtylcowych. Przodował w nich koncern Armstronga, którego dyrektor techniczny, Josiah Vavasseur, był osobistym przyjacielem Fishera i przed śmiercią zapisał swój majątek jego synowi, z zastrzeżeniem, by ten przyjął nazwisko donatora. W 1890 roku John Fisher został promowany do stopnia kontradmirała (Rear-Admiral).
Kolejnym stanowiskiem, które John Fisher objął w maju 1891 roku i piastował do końca stycznia 1892 roku, był urząd superintendenta (oficera nadzorującego personel cywilny) stoczni marynarki w Portsmouth. Wprowadził tam nowe formy organizacji pracy i kontroli, co zaowocowało znacznym skróceniem czasu budowy i remontów okrętów. Później te metody wprowadzano kolejno we wszystkich stoczniach, państwowych i prywatnych, pracujących na potrzeby Royal Navy, dzięki czemu możliwe było szybsze wprowadzanie do linii nowych jednostek i znaczne oszczędności finansowe. Anegdotyczne były niektóre sposoby motywacji pracowników przez Fishera, który na przykład pewnego dnia ustawił swój stolik tuż koło miejsca pracy stoczniowców, zapowiadając, że nie odejdzie, aż wykonywana przez nich naprawa nie zostanie zakończona. W efekcie, wymiana działa trwająca zwykle dwa dni, została dokonana w dwie godziny.

### Trzeci Lord Morski
1 lutego 1892 roku kontradmirał Fisher otrzymał nominację na trzeciego lorda morskiego Admiralicji (Third Sea Lord and Controller of the Navy). Oficer na tym stanowisku był odpowiedzialny za projektowanie i budowę jednostek floty, wprowadzanie nowych rozwiązań technicznych, zlecanie budowy poszczególnym stoczniom oraz zamawianie uzbrojenia. Po wejściu w życie programu rozbudowy floty Naval Defence Act 1889 (który zapoczątkował największy wyścig zbrojeń morskich tamtych czasów) brytyjska marynarka wojenna weszła w nową fazę rozwoju, mającego stworzyć nowoczesną i najpotężniejszą na świecie flotę liniową. Wyznaczał on tzw. two power standard oznaczający, że Royal Navy miała być silniejsza od dwóch dowolnych połączonych flot. Jednak wprowadzanie kolejnych nowinek dotyczących uzbrojenia, opancerzenia i napędu okrętów napotykało opór ze strony starszych oficerów, wychowanych jeszcze w erze drewnianych żaglowców.
Już na początku swego urzędowania John Fisher zetknął się z problemem przewagi francuskiej Marine Nationale w klasie torpedowców. Ponieważ proste jej zredukowanie przez budowę w krótkim czasie coraz to większej liczby podobnych okrętów nie było możliwe, Fisher w porozumieniu z Alfredem Yarrowem, właścicielem budującej torpedowce dla Royal Navy stoczni Yarrow Shipbuilders, wpadli na pomysł budowy jednostek szybszych i lepiej uzbrojonych, przeznaczonych do zwalczania torpedowców. Zgodnie z sugestią Fishera zostały one nazwane niszczycielami torpedowców (torpedo boat destroyers) i dały początek nowej klasie niszczycieli. Pierwszy z nich, „Havock”, wszedł do służby w 1894 roku. Dążąc do budowy nowych okrętów w jak największej liczbie, Fisher rozesłał projekt Yarrowa do innych stoczni, zlecając również im budowę, co nie było po myśli przedsiębiorcy znad Clyde.
Kolejną wprowadzoną przez Fishera innowacją było zastosowanie kotłów wodnorurkowych w miejsce dotychczas używanych cylindrycznych. I tym razem zmiany wymuszone były ich wcześniejszym zastosowaniem w innych flotach, przede wszystkim francuskiej, i również spotkały się z oporem wśród rodaków Johna Fishera. Protestowali zarówno oficerowie Royal Navy, obawiający się kłopotów z bardziej zaawansowaną techniką wymagającą przeszkolonej obsługi, jak i producenci kotłów, niemający zamiaru wprowadzać zmian w organizacji pracy w swoich zakładach. W efekcie, na budowanych jako odpowiedź na zaprojektowany specjalnie do prowadzenia wojny krążowniczej rosyjski krążownik pancerny „Ruryk”, jednostkach typu Powerful oraz na nieco późniejszych pancernikach typu Canopus, zainstalowano jedyne dostępne kotły wodnorurkowe francuskiego typu Belleville'a.
W 1894 roku kontradmirał Fisher został Komandorem Orderu Łaźni, zaś w dwa lata później wiceadmirałem (Vice-Admiral). Jego pięcioletnia kadencja na stanowisku trzeciego lorda morskiego zakończyła się na początku 1897 roku.

### Dalsza służba na morzu

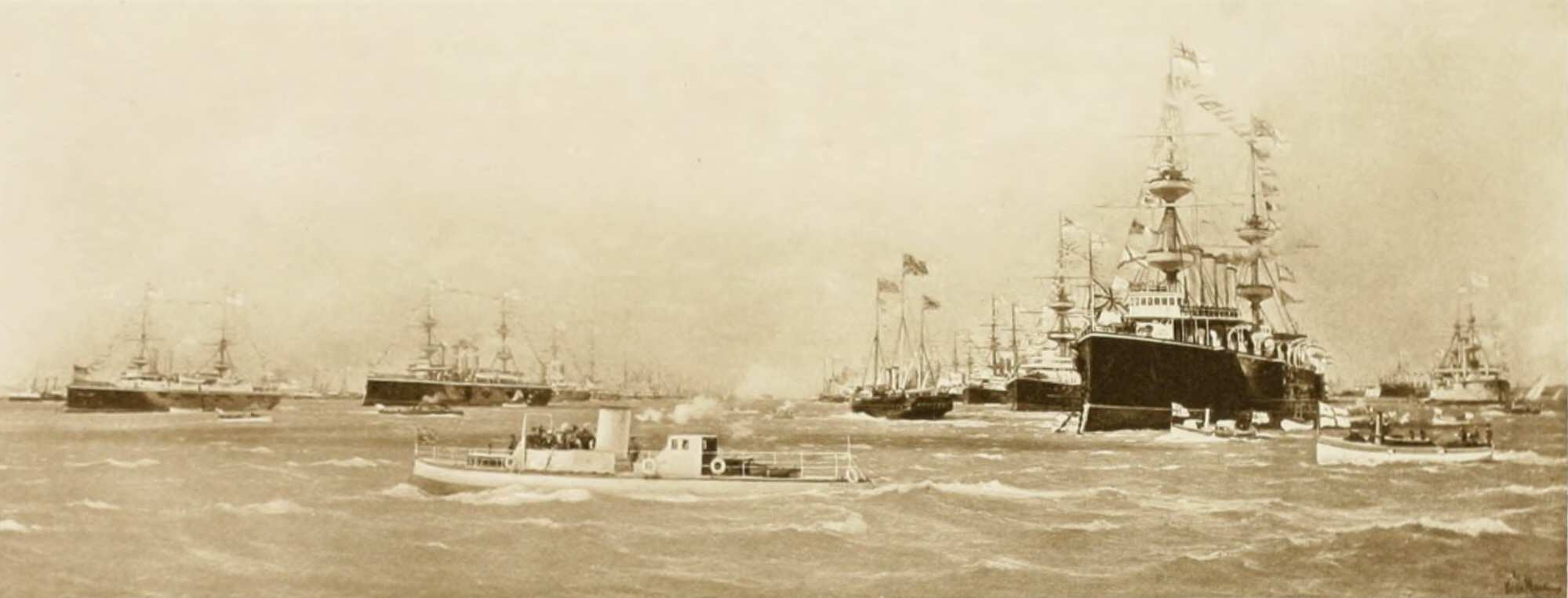
Rewia floty w Spithead, 26 czerwca 1897

W czerwcu 1897 roku admirał Fisher otrzymał jako swój okręt flagowy najnowszy pancernik Royal Navy, „Renown”, przystosowany specjalnie do służby kolonialnej na wodach tropikalnych. Z jego pokładu, z Księciem Walii u boku, dowodził flotą 164 okrętów różnych klas podczas wielkiej rewii z okazji diamentowego jubileuszu królowej Wiktorii na redzie Spithead. Stała się ona pamiętna, gdy szkocki konstruktor Charles Parsons wprowadził w szyk okrętów swój eksperymentalny jacht „Turbinia”, który, napędzany turbinami parowymi, był nieosiągalny dla usiłujących go doścignąć jednostek Royal Navy. Demonstracja ta, dokonana na oczach królowej i całego dowództwa Admiralicji, spowodowała rozpoczęcie we flocie eksperymentów z nowym napędem.
Wkrótce potem, w sierpniu, John Fisher otrzymał przydział jako dowódca North America and West Indies Station na Karaibach i w Kanadzie. Funkcję tę pełnił do maja 1899 roku, gdy dołączył do brytyjskiej delegacji na pierwszą konferencję pokojową w Hadze. Zasłynął tam jako niepokorny wojskowy, negujący możliwość ustalenia podczas obrad norm prowadzenia działań wojennych. Jego postępowanie zgodne było z linią polityki brytyjskiej i spotkało się z poparciem amerykańskiego teoretyka wojny morskiej, komandora (później admirała) Alfreda T. Mahana.
Po zakończeniu konferencji John Fisher został mianowany dowódcą Eskadry Śródziemnomorskiej Royal Navy, największego wówczas związku operacyjnego floty. Jego okrętem flagowym pozostał „Renown”, określany z powodu pięknej sylwetki i lżejszego niż inne okręty tej klasy uzbrojenia jako pancernik-jacht, ściągnięty specjalnie z Karaibów. Zajmując najwyższe stanowisko operacyjne, Fisher zajął się doskonaleniem taktyki swego zespołu, poprawą skuteczności artylerii oraz krytykowaniem za pośrednictwem prasy i londyńskich przyjaciół polityki Admiralicji, szczególnie ówczesnego pierwszego lorda morskiego, admirała Waltera Kerra, licząc na zajęcie jego stanowiska. Od tego czasu datowała się również narastająca niechęć pomiędzy Fisherem a jego zastępcą (od 1900 roku), kontradmirałem Charlesem Beresfordem, znanym we flocie jako Charlie B. Ten arystokrata, kilkukrotny członek Parlamentu i odważny, lubiany przez podwładnych wojskowy, stał się obiektem publicznych napomnień Fishera, co wywołało pomiędzy oboma dowódcami ciągnącą się przez lata wrogość.
Pod koniec 1900 roku okręty Eskadry Śródziemnomorskiej odbyły oficjalną wizytę w Konstantynopolu, z okazji jubileuszu objęcia władzy przez sułtana Abdulhamida II, a jej dowódca został odznaczony Wielką Wstęgą Orderu Osmana. W listopadzie 1901 roku John Fisher awansował do stopnia admirała (Admiral). Rok później, przy wydatnym poparciu króla Edwarda VII i Pierwszego Lorda Admiralicji hrabiego Selborne’a, został drugim lordem morskim.

### Drugi Lord Morski

Stary budynek Admiralicji z przełomu XIX i XX wieku

Na nowym stanowisku admirał Fisher był odpowiedzialny za sprawy naboru i szkolenia kadr oficerskich marynarki. Panujący na przełomie XIX i XX wieku system niewiele zmienił się od czasów początków kariery Fishera, gdy do zostania kadetem wystarczały dobre urodzenie, protekcja kogoś możnego oraz umiejętności pozwalające przeczytać na głos Ojcze nasz i przeskoczyć ponad krzesłem. John Fisher przystąpił do działań, mających zmienić ten stan i pozwolić na wprowadzenie do floty nowych, zdolnych i wykształconych oficerów, mogących sprostać rosnącym w dobie szybkiego postępu technicznego wymaganiom. Po półrocznej pracy przygotował memorandum, ogłoszone na Boże Narodzenie 1902 roku. Oficjalnie jego autorstwo zostało przypisane hrabiemu Selborne. Przewidywało ono zniesienie cenzusu urodzenia dla kandydatów na kadetów, wprowadzenie czteroletniego szkolenia początkowego i zrównanie sytuacji oficerów operacyjnych z mechanikami. System ten, nazwany schematem Selborne’a, został z oporami przyjęty w Royal Navy i po kilku latach zapewnił flocie dopływ nowych, wykształconych oficerów, z których wielu skutecznie walczyło w latach I wojny światowej.
Również w 1902 roku John Fisher został Kawalerem Wielkiego Krzyża Orderu Łaźni. W oczekiwaniu na objęcie stanowiska pierwszego lorda morskiego, wkrótce postanowił usunąć się nieco z życia publicznego i w 1903 roku odszedł z Admiralicji, zostając dowódcą bazy marynarki w Portsmouth. Jego okrętem flagowym był w tym czasie cumujący tam na stałe „Victory”, dawna jednostka admirała Nelsona.

### Pierwszy Lord Morski

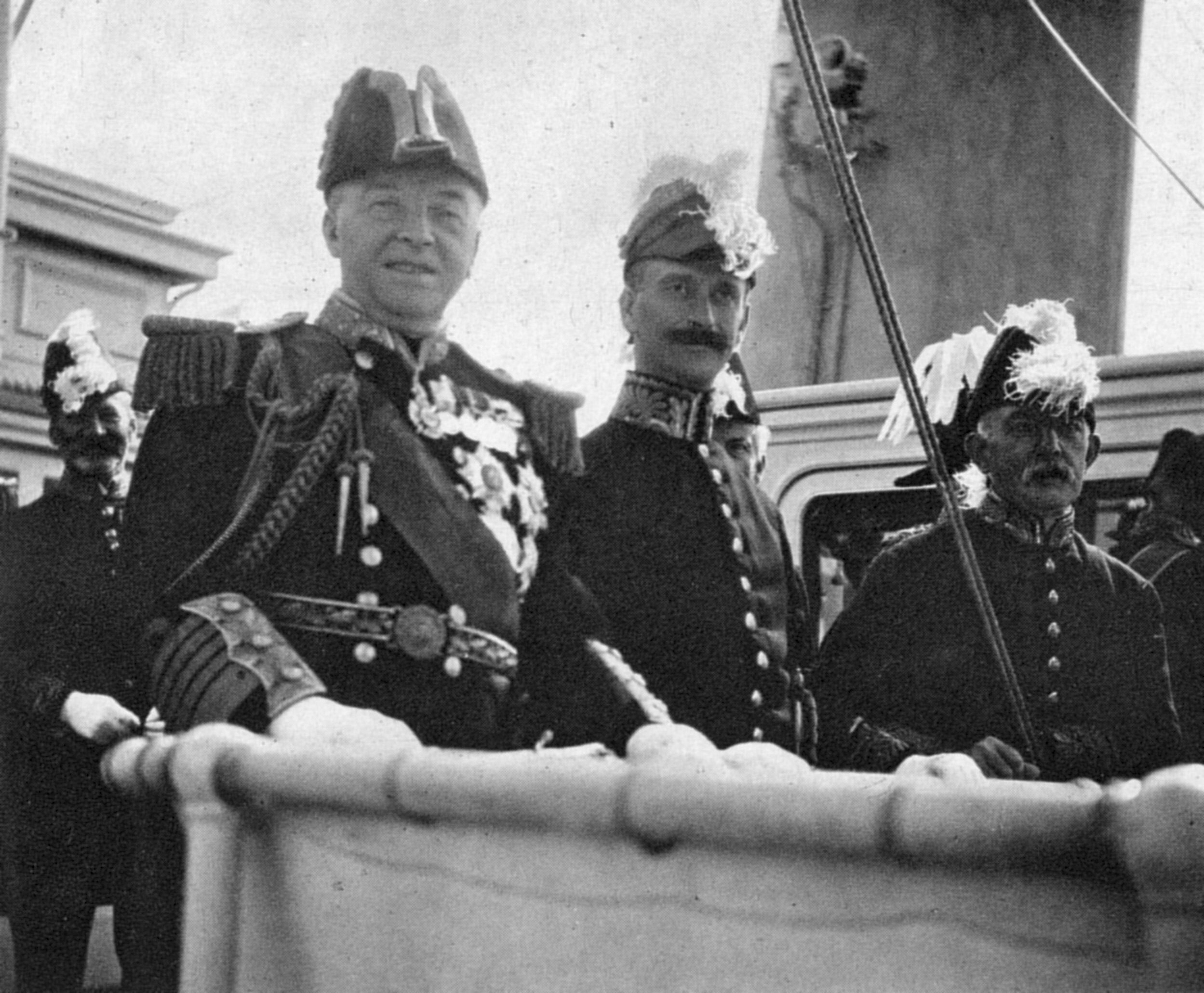
Pierwszy Lord Morski Admiralicji adm. John Fisher (po lewej), 1907

Oficjalna nominacja Johna Fishera na pierwszego lorda morskiego Admiralicji, najwyższe dostępne dla wojskowych stanowisko w kierownictwie floty, nastąpiła 21 października 1904 roku, w rocznicę bitwy pod Trafalgarem i była powiązana z uroczystym śniadaniem z królem Edwardem VII i nominacją na pierwszego adiutanta jego wysokości do spraw morskich. Nowy lord energicznie przystąpił do działań reformatorskich. 22 grudnia został powołany komitet doradczy, mający opracować podstawę projektową dla nowego typu okrętu liniowego, o zunifikowanej artylerii głównego kalibru. Było to koniecznością wobec doniesień o planowanej budowie podobnych jednostek dla konkurencyjnych flot. W ten sposób powstał „Dreadnought”, pancernik, który dał początek nowej klasie drednotów i spowodował przełom w dziedzinie zbrojeń na morzu. Oprócz jednego kalibru dział artylerii głównej była to konstrukcja pionierska również w dziedzinie napędu, wyposażona w turbiny parowe.
Koncepcja budowy nowych typów okrętów według lorda Fishera poszła dalej: jego pomysłem było stworzenie klasy krążowników liniowych, jako szybkich okrętów mających towarzyszyć flocie w roli skrzydła rozpoznawczego oraz wypełniać zadania ochrony własnych linii komunikacyjnych i niszczenia transportu przeciwnika. Osiągnięto to kosztem bardzo znacznej redukcji opancerzenia, co spowodowało, że krążowniki liniowe miały niezrównoważone charakterystyki operacyjne i były bardzo wrażliwe na ogień artylerii przeciwnika. Dobitnie udowodniła to bitwa jutlandzka w 1916 roku, kiedy trzy brytyjskie jednostki tej klasy zatonęły wraz z niemal całymi załogami na skutek eksplozji wywołanych trafieniami w słabo chronione magazyny amunicyjne. Były to również okręty bardzo drogie w budowie i eksploatacji, z uwagi na niezbędne do nadania im odpowiednich prędkości potężne i wymagające dużych ilości paliwa i licznej obsługi siłownie.
Innym okrętem, którego projektowanie i budowa odpowiadały koncepcjom admirała Fishera, był lider „Swift”, o kotłach opalanych wyłącznie paliwem płynnym. Był on dwukrotnie większy od budowanych ówcześnie niszczycieli i według koncepcji admirała Fishera miał zapoczątkować klasę jednostek zastępujących w działaniach operacyjnych krążowniki lekkie. Z powodu zainstalowania na liderze zbyt dużej liczby niesprawdzonych w praktyce nowoczesnych rozwiązań technicznych, nie był on okrętem zbyt udanym, choć służył przez cały okres I wojny światowej. Podobnie było z serią budowanych równolegle dużych niszczycieli typu Tribal, również napędzanych turbinami parowymi i posiadających kotły opalane paliwem płynnym.
Nietrafione okazało się podejście lorda Fishera do nowych rodzajów broni: okrętów podwodnych i min morskich. Traktowanie tych pierwszych wyłącznie jako elementu obrony własnych wybrzeży doprowadziło do budowy długiej serii małych jednostek (których walory ofensywne były poważnie ograniczone) i zaniedbania prac nad okrętami pełnomorskimi, zdolnymi do działania w pobliżu baz przeciwnika. Z kolei prace nad minami zostały w tym okresie całkowicie zarzucone, co było poważnym błędem i doprowadziło do deficytu tej broni w pierwszym okresie wojny. Było to o tyle zaskakujące, że właśnie John Fisher propagował broń podwodną w latach swojej pracy na „Excellent”.
Zobligowany do redukcji wydatków Royal Navy lord Fisher zdecydował się również na reformę struktur floty. Przede wszystkim doprowadził do likwidacji tzw. Floty Rezerwowej, na którą składały się jednostki przestarzałe, mogące wykonywać jedynie zadania pomocnicze. Znaczną część tych okrętów złomowano, na pozostałych pozostawiono jedynie załogi szkieletowe, mające za zadanie utrzymywać je w stanie częściowej gotowości na wypadek konfliktu zbrojnego. Zaoszczędzone w ten sposób środki można było przeznaczyć na budowę nowoczesnych jednostek i szkolenie ich załóg.
W obliczu rosnącej potęgi niemieckiej Kaiserliche Marine, która stawała się coraz wyraźniej najpoważniejszą konkurentką Royal Navy na morzu, admirał Fisher zdecydował o zmianach strukturalnych istniejących sił brytyjskiej floty. Pod koniec 1906 roku utworzono Home Fleet, mającą chronić wschodnie wybrzeże Wielkiej Brytanii i uzupełniać działające również na wodach zachodnioeuropejskich Flotę Kanału i Flotę Atlantycką. Struktury Home Fleet zasilane były okrętami przesuwanymi ze składu Floty Śródziemnomorskiej, która była zbyt silna wobec sprzymierzonych z Wielką Brytanią Włoch i Francji oraz eskadr kolonialnych, w których pozostawiano jedynie słabsze jednostki. Odbywało się to stopniowo, aby nie dawać władzom Niemiec powodów do protestów.

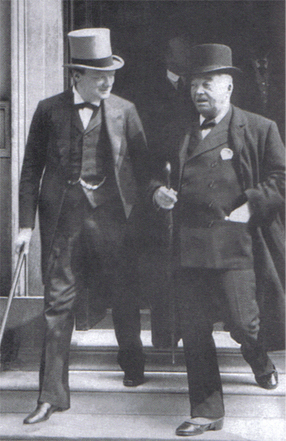
Lord John Fisher i Winston Churchill wychodzący z gmachu Komitetu Obrony Imperialnej w 1913 roku

Te ostatnie działania doprowadziły do ponownego konfliktu lorda Fishera z admirałem Charlesem Beresfordem, od 1907 roku dowódcą Channel Fleet, i skupioną wokół niego grupą wyższych oficerów. Wzmacnianie Home Fleet odbierał on jako działanie wymierzone w prestiż jego dowództwa i kwestionował coraz bardziej otwarcie wszystkie decyzje Fishera. Ostatecznie doprowadziło to do odebrania mu dowództwa i usunięcia ze służb czynnej w 1909 roku, ale również do rezygnacji Johna Fishera, który złożył dymisję 25 stycznia 1911 roku, w swoje 70. urodziny.
Podczas swej służby na stanowisku pierwszego lorda morskiego lord Fisher został odznaczony Order of Merit w czerwcu 1905 roku, awansowany do stopnia admirała floty (Admiral of the Fleet) w grudniu tegoż roku, odznaczony Krzyżem Wielkim Legii Honorowej w 1906 roku, Krzyżem Wielkim Królewskiego Orderu Wiktoriańskiego w czerwcu 1908 roku oraz wyniesiony do godności barona Fishera z Kilverstone 7 grudnia 1909 roku. Jako motto herbu wybrał sobie słowa będące parafrazą wersu z Psalmu 34: Fear God and Dread Nought („Bój się Boga i niczego więcej”), nawiązujące również do nazwy zbudowanego według jego koncepcji pancernika. Jednocześnie, aby umożliwić wykonanie testamentu Josiaha Vavasseura, jedyny syn Fishera, Cecil, otrzymał zgodę królewską na przybranie podwójnego nazwiska Vavasseur Fisher.
Odejście ze stanowiska nie oznaczało usunięcia się barona Fishera ze służby publicznej. Zaprzyjaźniony już w tym okresie z Winstonem Churchillem, został po objęciu przez niego funkcji Pierwszego Lorda Admiralicji w październiku 1911 roku najpierw nieoficjalnym doradcą, a później przewodniczącym komisji, mającej opracować sposoby wprowadzenia paliwa płynnego jako głównego napędu okrętów Royal Navy. Komisja ta zaleciła przyspieszoną budowę zbiornikowców i rafinerii ropy naftowej oraz inwestycje w wydobycie ropy na polach naftowych Persji.

### I wojna światowa i ostatnie lata życia
W chwili wybuchu I wojny światowej funkcję pierwszego lorda morskiego sprawował książę Ludwik Battenberg, spokrewniony z rodziną królewską. Jego niemieckie pochodzenie stało się, pomimo zmiany nazwiska na Mountbatten, przyczyną ostrej kampanii prasowej, w wyniku której został pod koniec października 1914 roku zmuszony do dymisji. Winston Churchill zaproponował baronowi Fisherowi, mającemu już 73 lata, ponowne objęcie tego stanowiska. Admirał zabrał się do pracy ze zwykłą mu energią, wysuwając mnóstwo koncepcji działań przeciwko Niemcom. Najważniejszą był plan przeprowadzenia desantu na niemieckim wybrzeżu Bałtyku siłami armii rosyjskiej wspartej przez Royal Navy i ataku w kierunku Berlina. Dla potrzeb tego planu powstały tzw. wielkie krążowniki lekkie „Courageous”, „Glorious” i „Furious” (a w sferze planów pozostał jeszcze większy „Incomparable”), które po zakończeniu wojny, z braku jakiejkolwiek koncepcji ich sensownego wykorzystania, zostały przebudowane na lotniskowce. Podjął także zarzuconą po jego wcześniejszej dymisji budowę kolejnych krążowników liniowych, wspierając projekt dwóch lżejszych jednostek typu Renown, uzbrojonych jedynie w sześć dział dużego kalibru.
Po raz kolejny dał o sobie znać apodyktyczny charakter lorda Fishera. Wkrótce po objęciu stanowiska usunął z Admiralicji dowódcę sztabu wojennego, wiceadmirała Dovetona Sturdee, który kilka lat wcześniej był jednym z oficerów popierających admirała Beresforda. Otrzymał on rozkaz objęcia dowództwa zespołu okrętów wypływających na południowy Atlantyk w poszukiwaniu niemieckiej Eskadry Wschodnioazjatyckiej. Z kolei po bitwie na Dogger Bank oskarżył kontradmirała Archibalda Moore’a, dowodzącego 2. Eskadrą Krążowników Liniowych, o brak inicjatywy i spowodował jego przeniesienie na mało znaczące stanowisko dowódcy zespołu starych krążowników stacjonujących na Wyspach Kanaryjskich.
W związku z faworyzowaniem przez rząd koncepcji działań w rejonie Dardaneli i żądaniem przesunięcia tam coraz większych sił Royal Navy, skonfliktowany w tej kwestii z Winstonem Churchillem admirał Fisher złożył dymisję 15 maja 1915 roku. Została ona oficjalnie przyjęta 22 maja. Fisher wyjechał do Szkocji, powrócił jednak wkrótce do Londynu, obejmując stanowisko przewodniczącego doradczej Komisji Badań i Wynalazków Royal Navy. W 1917 roku został odznaczony japońską Wielką Wstęgą Kwiatu Paulowni Orderu Wschodzącego Słońca. W lipcu 1918 roku zmarła jego żona Frances. On sam zmarł w wyniku nowotworu gardła, po kilku operacjach, 10 lipca 1920 roku w Londynie. Po uroczystościach pogrzebowych w Opactwie Westminsterskim jego ciało zostało przewiezione do Kilverstone i pochowane obok żony na przykościelnym cmentarzu.

## Awanse

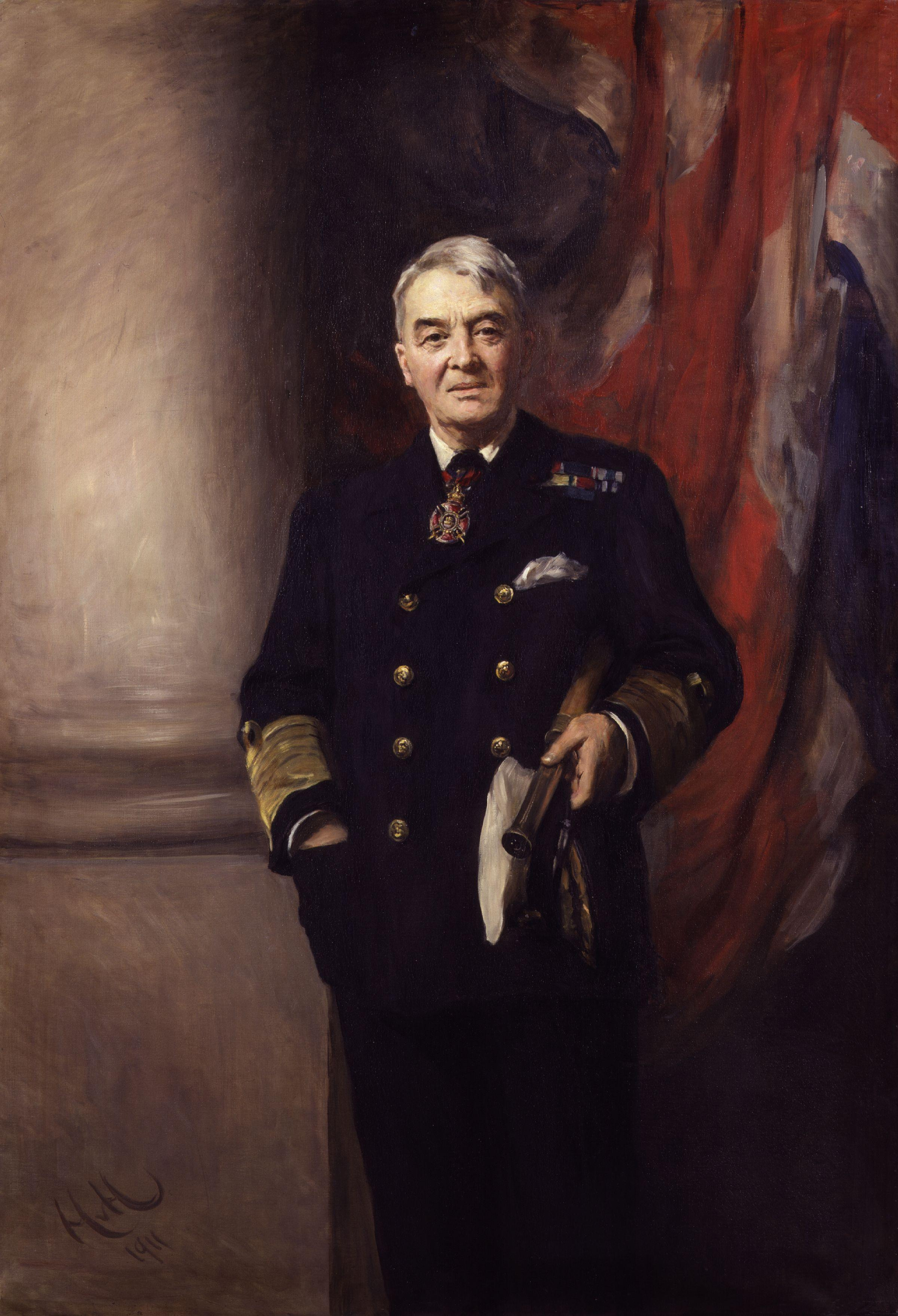
Portret Johna Fishera pędzla Huberta von Herkomera

- porucznik (Sub-Lieutenant) − 4 stycznia 1860
- kapitan (Lieutenant) − 4 listopada 1860
- komandor porucznik (Commander) − 2 sierpnia 1869
- komandor (Captain) − 30 października 1874
- kontradmirał (Rear-Admiral) − 2 sierpnia 1890
- wiceadmirał (Vice-Admiral) − 8 maja 1896
- admirał (Admiral) − 2 listopada 1901
- Admiral of the Fleet − 4 grudnia 1905

## Odznaczenia
- Krzyż Wielki Orderu Łaźni (Knight Grand Cross of the Most Honourable Order of the Bath, 26 czerwca 1902, Wielka Brytania)
- Krzyż Komandorski z Gwiazdą Orderu Łaźni (Knight Commander of the Most Honourable Order of the Bath, 26 maja 1894, Wielka Brytania)
- Krzyż Komandorski Orderu Łaźni (Companion of the Most Honourable Order of the Bath, 14 sierpnia 1882, Wielka Brytania)
- Order Zasługi (Order of Merit, 27 czerwca 1905, Wielka Brytania)
- Krzyż Wielki Orderu Wiktoriańskiego (Knight Grand Cross of the Royal Victorian Order, 10 czerwca 1908, Wielka Brytania)
- Wielka Wstęga Orderu Osmana (Osmaniye Nişanı, 1900, Turcja)[37]
- Krzyż Wielki Orderu Legii Honorowej (Grand Croix Légion d'honneur, 1906, Francja)
- Wielka Wstęga Kwiatu Paulowni Orderu Wschodzącego Słońca (1917, Japonia)
- i inne